# Velamysta pupilla
Velamysta pupilla är en fjärilsart som beskrevs av William Chapman Hewitson 1874. Velamysta pupilla ingår i släktet Velamysta och familjen praktfjärilar. Inga underarter finns listade i Catalogue of Life.

## Bildgalleri

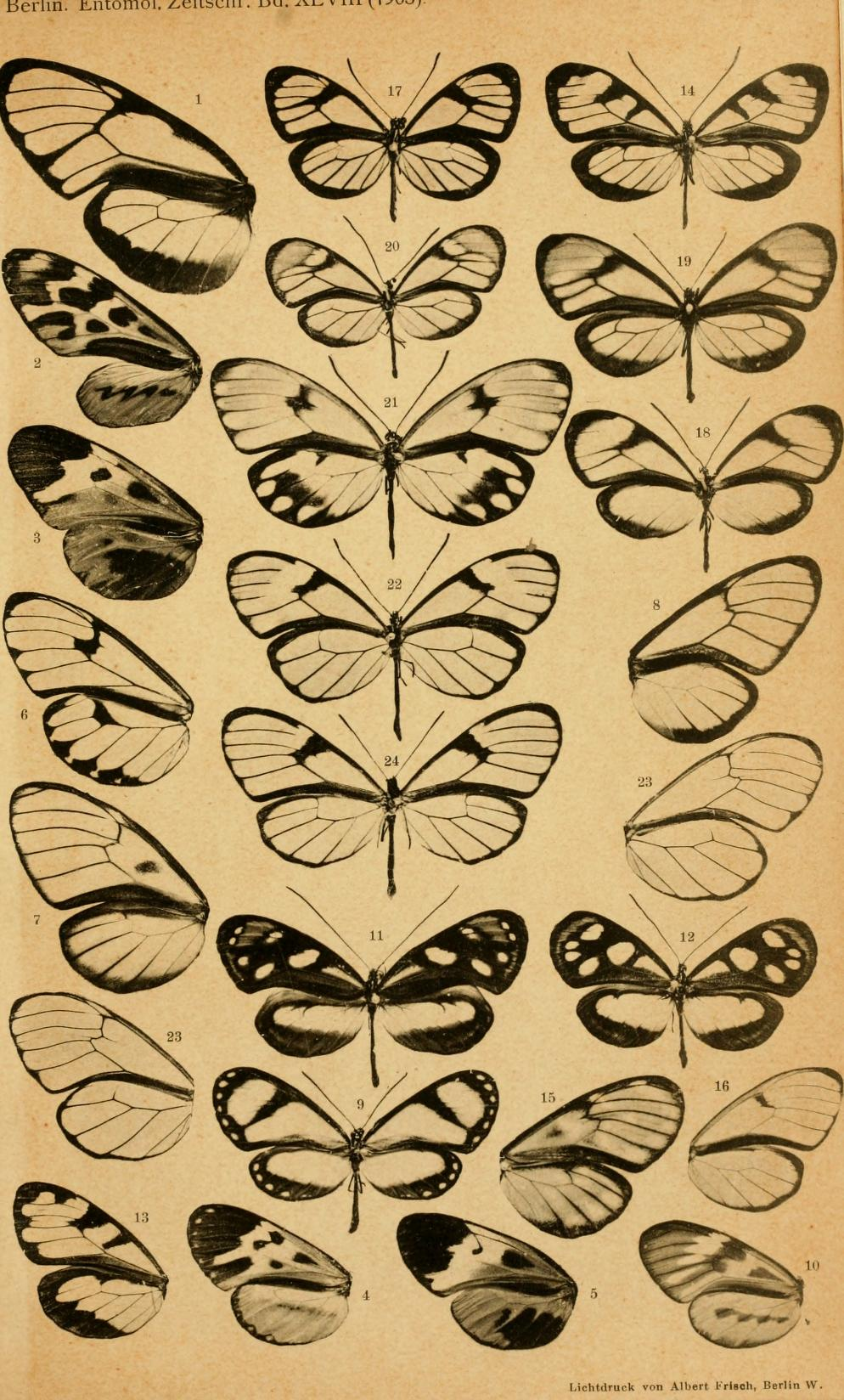
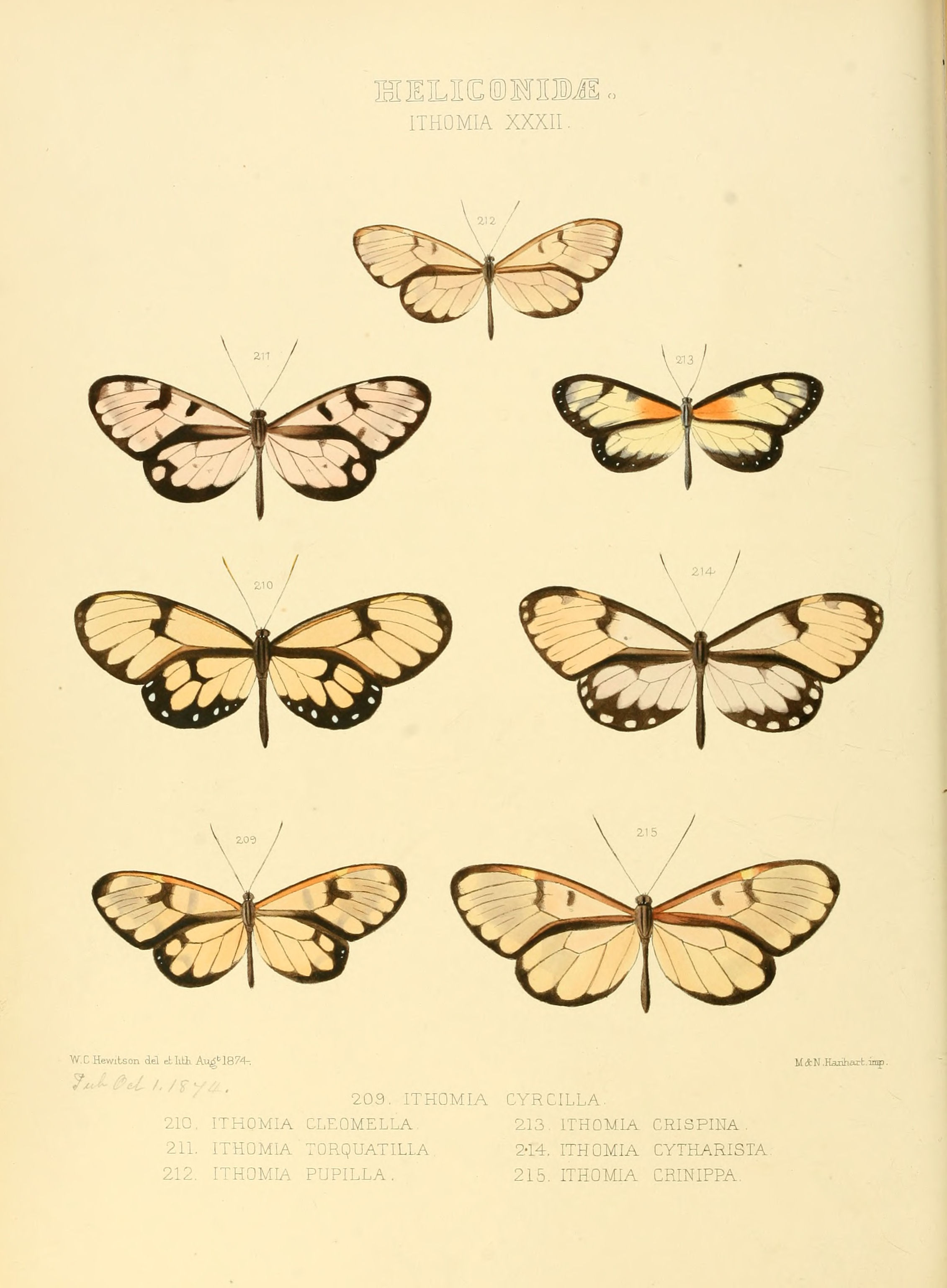